# Albrecht V. (Bayern)

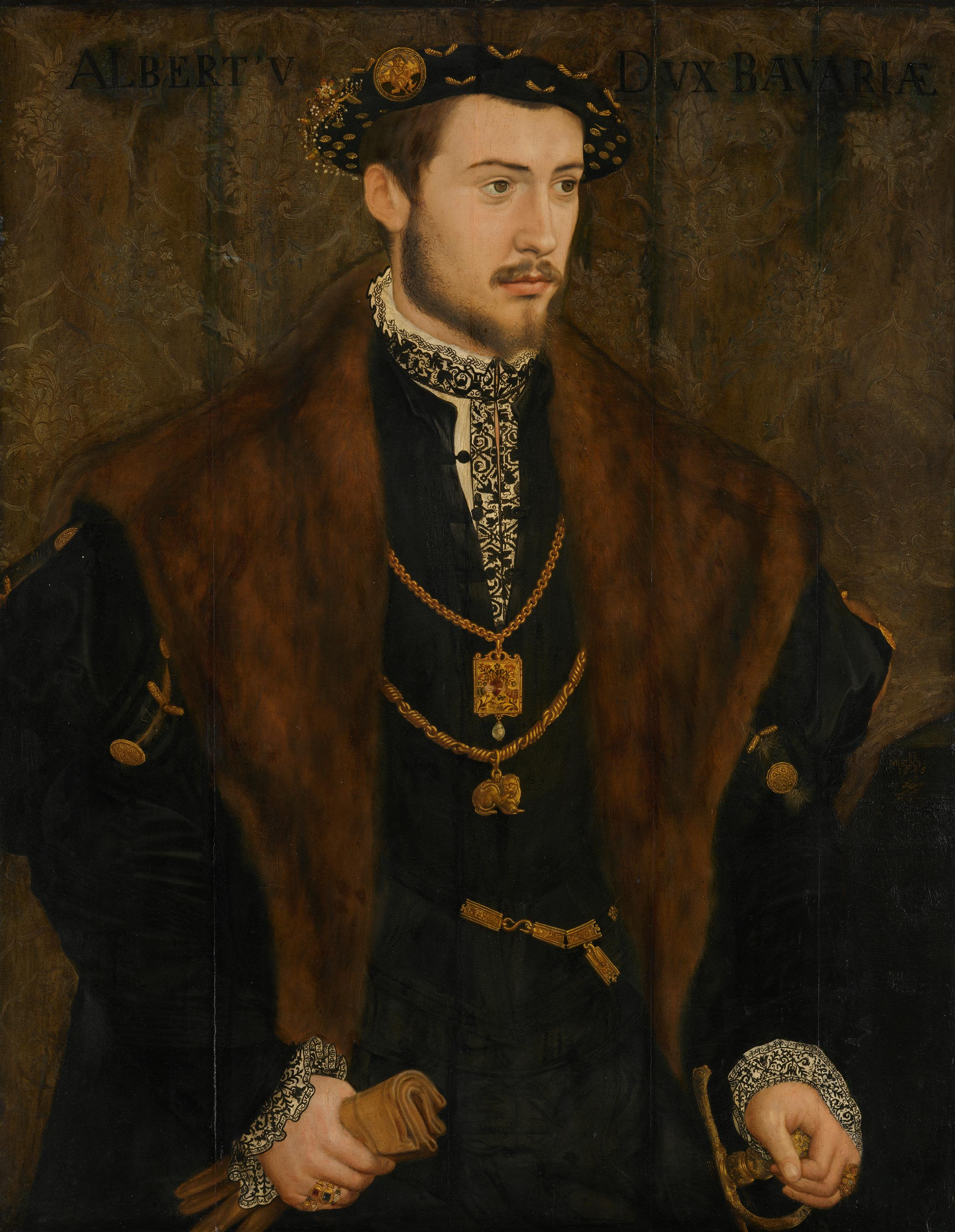
Albrecht V. Jugendbildnis von Hans Mielich, 1545 (Alte Pinakothek, München).

Albrecht V. (der Großmütige) (* 29. Februar 1528 in München; † 24. Oktober 1579 ebenda) war von 7. März 1550 bis 24. Oktober 1579 Herzog von Bayern. Seine Herrschaft war ebenso bedeutsam für die Ausbreitung der Gegenreformation in Deutschland wie auch für die Entfaltung der Kunst der Renaissance im Herzogtum Bayern. Der Grundstock vieler bayerischer Staatssammlungen geht unmittelbar auf Albrechts Sammelleidenschaft zurück.

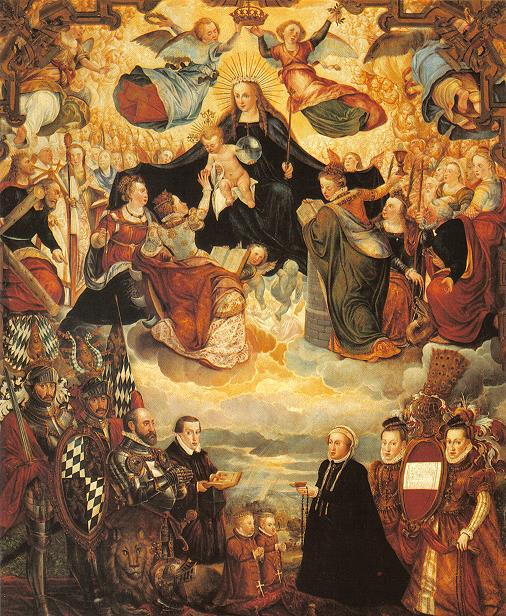
Herzog Albrecht V. mit Familie unter dem Schutz Mariens, Gemälde von Hans Mielich am Hochaltar der Frauenkirche Ingolstadt, 1572

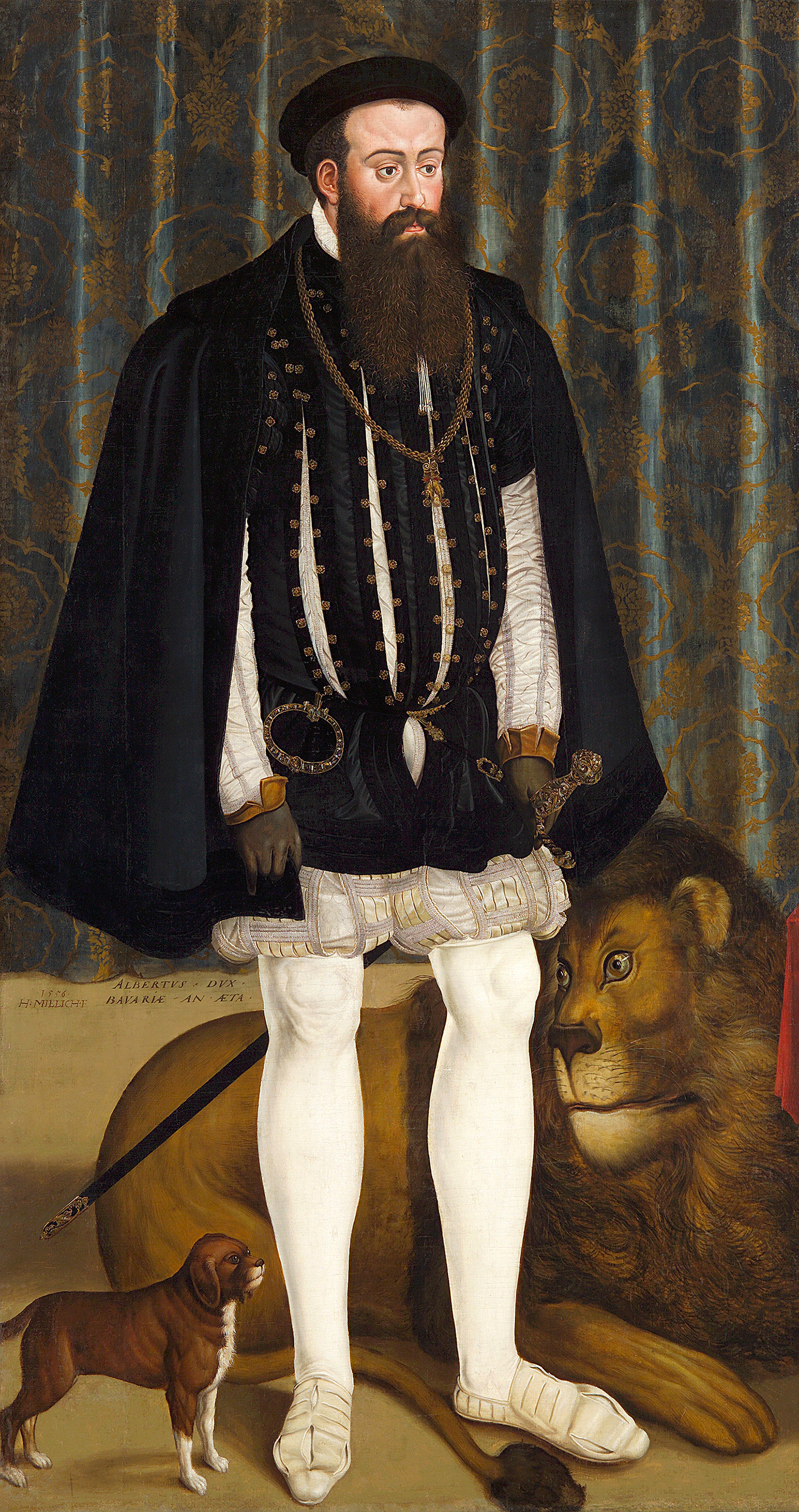
Albrecht V., 1556

## Familie und Regierungsbeginn
Albrechts Eltern waren Herzog Wilhelm IV. aus dem Geschlecht der Wittelsbacher und dessen Frau Maria Jakobäa von Baden. Albrecht wurde 1537–44 an der Universität Ingolstadt unter anderen in Grammatik und französischer Sprache unterrichtet und streng katholisch erzogen. Durch seine Heirat beseitigte er für eine Weile den Gegensatz gegenüber dem Hause Habsburg: 1546 heiratete er Anna, eine Tochter des römisch-deutschen Königs und späteren Kaisers Ferdinand. Nach dem Tod seines Vaters wurde er 1550 dessen Nachfolger als Herzog von Bayern. Albrecht war der erste bayerische Herrscher, bei dem die bereits 1506 erlassene Primogeniturordnung umgesetzt wurde. Seine beiden Brüder waren allerdings zu diesem Zeitpunkt bereits verstorben. Zu seinem Herrschaftsbereich gehörten die bayerischen Teilherzogtümer Niederbayern und Oberbayern – deren Territorien nicht mit den heute existierenden gleichnamigen Regierungsbezirken verwechselt werden dürfen.
Albrecht war der Vormund seines Neffens Philipp II. von Baden, dem späteren Markgrafen von Baden, sowie von dessen Schwester Jakobe von Baden, der späteren Herzogin von Jülich-Kleve-Berg.

## Regierung und Religionspolitik
Albrecht wurde katholisch erzogen und stand unter dem Einfluss der Jesuiten, die sein Vater ins Land geholt hatte und die seit 1549 in Ingolstadt an der Theologischen Fakultät unterrichteten. Die Ingolstädter Universität ging während Albrechts Regierung vollständig an sie über. Das Luthertum wurde in Albrechts Herrschaftsbereich unterdrückt. Allerdings berief er 1550 Pankraz von Freyberg an seinen Hof; Pankraz neigte dem Protestantismus zu und konnte dem Herzog später Zugeständnisse an die Religionsfreiheit abringen. Auch war Albrecht zu Beginn seiner Regierung noch auf Ausgleich bedacht. So bewahrte Albrecht 1551/52 beim Fürstenaufstand gegen Karl V. Neutralität. 1553 trat er dem Heidelberger Bund, der sich sowohl aus protestantischen als auch katholischen Fürsten zusammensetzte, bei. Durch den Augsburger Religionsfrieden von 1555 war es dem Landesherrn überlassen, die Religion seiner Untertanen zu bestimmen.
Als sich nach der zeitweisen Toleranz des Laienkelchs der Protestantismus ausbreitete, schlug Albrecht einen harten Kurs in der Religionsfrage ein. Zu Albrechts wichtigsten Beratern zählte Wiguleus Hund. Albrecht gehörte zu den Mitbegründern des Landsberger Bundes. 1557 schuf er einen Religionsrat, um die konfessionelle Einheit des Landes zu kontrollieren. 1559 gründete er in München ein Jesuitenkolleg, das heutige Wilhelmsgymnasium. Die Juden hatte er bereits am 23. Dezember 1551 ausgewiesen, indem er ihnen untersagte, im Herzogtum zu wohnen. Für Reisen durch sein Land brauchten sie einen Passierschein und durften dabei an keinem Ort öfter als einmal übernachten. 1563 eskalierte der Glaubensstreit erneut mit der Ortenburger Adelsverschwörung. Auch wenn Herzog Albrecht schließlich in diesem Konflikt mit der Reichsgrafschaft Ortenburg nicht glanzvoll siegte, so war er Vorbild für andere europäische Staaten für den Kampf gegen den Protestantismus in ihrem Reiche.
Nach dem Tod seines Onkels Ernst von Bayern erbte Albrecht 1560 auch die Pfandschaft über die böhmische Grafschaft Glatz.  Da er nicht beabsichtigte, sie zu behalten, verfolgte er nicht die von seinem Onkel eingeleiteten Maßnahmen zur Rekatholisierung, so dass sich in diesen Jahren sogar das Luthertum ausbreiten konnte. 1567 setzte sich Albrecht für die Privilegien der Freirichter ein, verkaufte aber die Grafschaft im selben Jahr an den Landesherrn Kaiser Maximilian II. In diesem Jahr fiel andererseits die Reichsgrafschaft Haag an Albrecht, ebenso die Herrschaft Hohenschwangau.
Albrechts Schulordnung von 1569 zeigt deutlich ihren jesuitischen Ursprung und legt strenge Regeln für die Aufnahme von Lehrern und die Auswahl der Lehrbücher fest.
Albrecht unternahm starke Anstrengungen, seinem jüngeren Sohn Ernst die Herrschaft über Kurköln zu ermöglichen. Bereits 1577 sollte Ernst unterstützt von Kaiser und Papst Nachfolger des Kölner Erzbischofs Salentin von Isenburg werden, doch verlor er diese Wahl noch gegen Gebhard I. von Waldburg. Dessen Versuch, das Kurfürstentum in ein weltlich-protestantisches Fürstentum umzuwandeln, führte zum Kölnischen Krieg, in dessen Folge Gebhard abgesetzt und Ernst zu seinem Nachfolger gewählt wurde.

## Albrecht als Kunstsammler

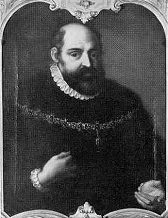
Albrecht V. in späteren Jahren

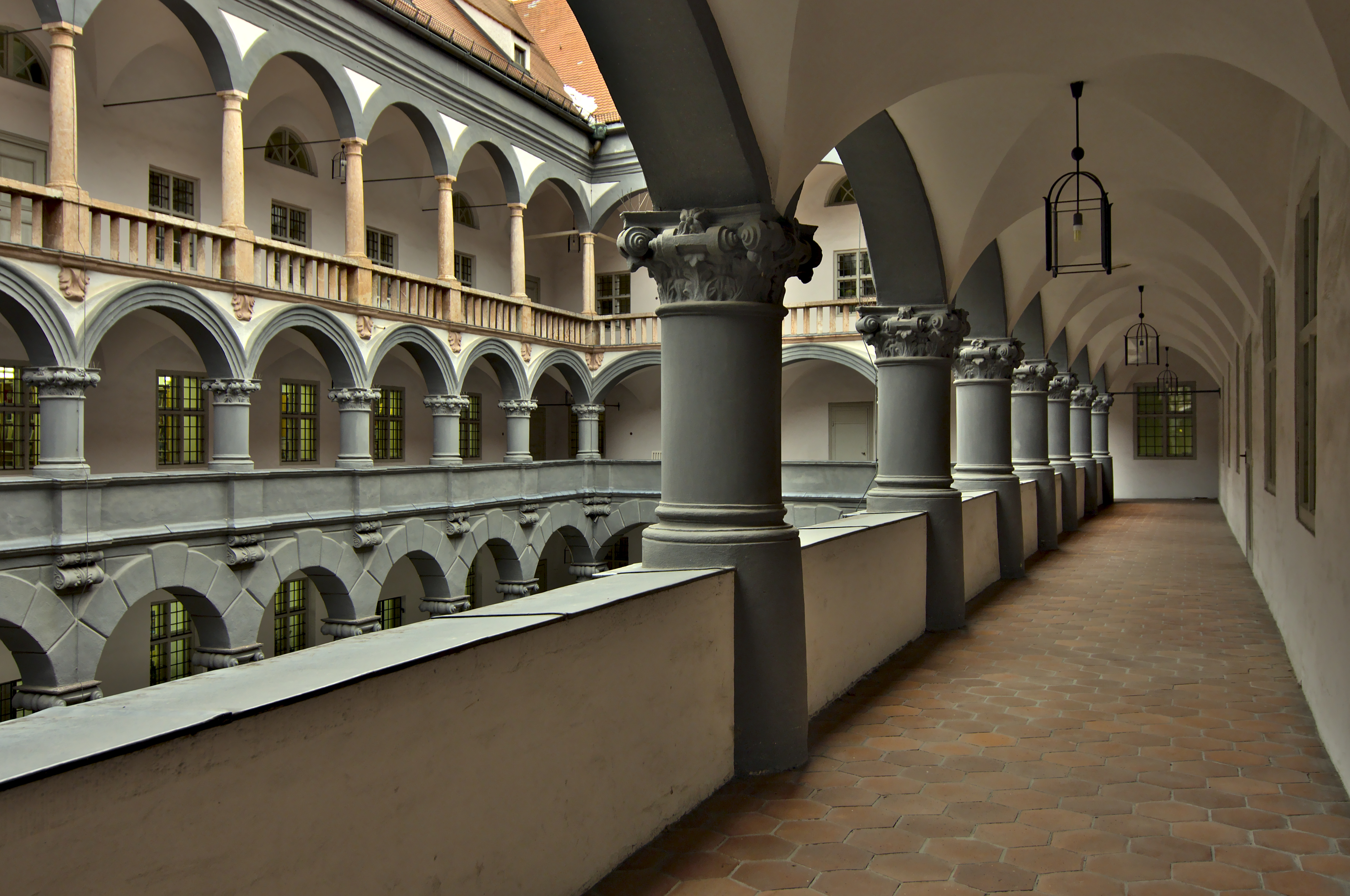
Innenhof der Alten Münze in München

Albrecht war ein leidenschaftlicher Sammler und Kunstfreund und gilt als Begründer der Entwicklung Münchens zu einer Stadt der Künste. Der Aufbau der Münchener Hofbibliothek, aus der sich die heutige Bayerische Staatsbibliothek entwickelte, begann 1558 mit dem Kauf der mehr als 800 Bände umfassenden Bibliothek aus dem Nachlass des Humanisten Johann Albrecht Widmannstetter. Dieser Bestand wurde 1560 durch den Nachlass von Albrechts Onkel Ernst und 1564 durch den Kauf der Bibliothek von Hans Jakob Fugger bedeutend erweitert. Zwischen 1558 und 1570 ließ Albrecht einen Bußpsalmencodex anfertigen, der heute zu den Prachthandschriften der Bayerischen Staatsbibliothek gehört. Er wurde von Hans Mielich, seinem Hofmaler, illustriert; die Kompositionen zu den Bußpsalmen schuf Orlando di Lasso, der für die Münchner Hofkapelle tätig war.
In den Jahren von 1563 bis 1567 ließ Albrecht ein neues Marstallgebäude errichten, die heutige Alte Münze, in deren oberen Stockwerken die herzogliche Kunstkammer mit mehr als 6000 Exponaten eingerichtet wurde. Das museale Konzept entwickelte der flämische Arzt und Kunstberater Samuel Quiccheberg.
Von 1563 bis 1568 erschienen im Auftrag des Herzogs die Landtafeln von Philipp Apian. 1566 erwarb Albrecht von Hans Jakob Fugger eine Sammlung antiker Skulpturen aus einer Erbschaft. Sie bildete den Grundstock für die Antikensammlung. Durch den Kunstspezialisten und kaiserlichen Antiquar Jacopo Strada ließ Albrecht noch im selben Jahr in Rom mehr als 50 weitere antike Skulpturen und in Venedig zahlreiche römische Büsten kaufen. Zwei Jahre später gelang Strada nach langwierigen Verhandlungen der Ankauf der Antikensammlung des venezianischen Patriziers Andrea Loredan für den bayerischen Hof. Für die solcherart auf mehr als 600 Exponate angewachsene Sammlung ließ Albrecht von 1568 bis 1571 das Antiquarium erbauen, das aus Gründen des Brandschutzes als freistehendes Gebäude außerhalb der Neuveste errichtet wurde.
Seine bedeutende Münzsammlung bildete den Grundstock für die Staatliche Münzsammlung. Er holte bekannte Maler und Kupferstecher sowie den Komponisten Orlando di Lasso an seinen Hof. In seiner Hofhaltung legte er Wert auf Pracht und Luxus, belastete die Untertanen schwer mit Abgaben und türmte dennoch ungeheure Schulden (½ Mill. fl.) auf.

## Nachkommen
Herzog Albrecht V. heiratete am 4. Juli 1546 in Regensburg Erzherzogin Anna von Österreich, eine Tochter von Kaiser Ferdinand I. und dessen Gattin Prinzessin Anna von Böhmen und Ungarn. Gemeinsam hatten sie 7 Kinder:
- Karl (*/† 1547)
- Wilhelm V. der Fromme (1548–1626), ⚭ 1568 Prinzessin Renata von Lothringen
- Ferdinand (1550–1608), ⚭ (morg.) 1588 Maria Pettenbeck (1573–1619); Nachkommen: Franz Wilhelm von Wartenberg, Grafen von Wartenberg (bis 1736)
- Maria Anna (1551–1608), ⚭ 1571 Erzherzog Karl II. von Innerösterreich
- Maximiliana Maria (1552–1614)
- Friedrich (1553–1554)
- Ernst (1554–1612), Erzbischof von Köln, Bischof von Lüttich

## Ahnentafel
| Albrecht III. Herzog von Bayern-München | Albrecht III. Herzog von Bayern-München | Albrecht III. Herzog von Bayern-München | Albrecht III. Herzog von Bayern-München | Albrecht III. Herzog von Bayern-München | Albrecht III. Herzog von Bayern-München |                                      |                                      | Anna von Braunschweig-Grubenhagen    | Anna von Braunschweig-Grubenhagen    | Anna von Braunschweig-Grubenhagen | Anna von Braunschweig-Grubenhagen | Anna von Braunschweig-Grubenhagen | Anna von Braunschweig-Grubenhagen |                               |                               | Friedrich III. Römisch-deutscher Kaiser | Friedrich III. Römisch-deutscher Kaiser | Friedrich III. Römisch-deutscher Kaiser | Friedrich III. Römisch-deutscher Kaiser | Friedrich III. Römisch-deutscher Kaiser | Friedrich III. Römisch-deutscher Kaiser |                          |                          | Eleonore Helena von Portugal | Eleonore Helena von Portugal | Eleonore Helena von Portugal | Eleonore Helena von Portugal | Eleonore Helena von Portugal | Eleonore Helena von Portugal |  |  | Christoph I. Markgraf von Baden | Christoph I. Markgraf von Baden | Christoph I. Markgraf von Baden | Christoph I. Markgraf von Baden | Christoph I. Markgraf von Baden | Christoph I. Markgraf von Baden |                               |                               | Ottilie von Katzenelnbogen    | Ottilie von Katzenelnbogen    | Ottilie von Katzenelnbogen | Ottilie von Katzenelnbogen | Ottilie von Katzenelnbogen | Ottilie von Katzenelnbogen |                         |                         | Philipp Kurfürst von der Pfalz | Philipp Kurfürst von der Pfalz | Philipp Kurfürst von der Pfalz | Philipp Kurfürst von der Pfalz | Philipp Kurfürst von der Pfalz | Philipp Kurfürst von der Pfalz |                         |                         | Margarete von Bayern    | Margarete von Bayern    | Margarete von Bayern | Margarete von Bayern | Margarete von Bayern | Margarete von Bayern |
| Albrecht III. Herzog von Bayern-München | Albrecht III. Herzog von Bayern-München | Albrecht III. Herzog von Bayern-München | Albrecht III. Herzog von Bayern-München | Albrecht III. Herzog von Bayern-München | Albrecht III. Herzog von Bayern-München |                                      |                                      | Anna von Braunschweig-Grubenhagen    | Anna von Braunschweig-Grubenhagen    | Anna von Braunschweig-Grubenhagen | Anna von Braunschweig-Grubenhagen | Anna von Braunschweig-Grubenhagen | Anna von Braunschweig-Grubenhagen |                               |                               | Friedrich III. Römisch-deutscher Kaiser | Friedrich III. Römisch-deutscher Kaiser | Friedrich III. Römisch-deutscher Kaiser | Friedrich III. Römisch-deutscher Kaiser | Friedrich III. Römisch-deutscher Kaiser | Friedrich III. Römisch-deutscher Kaiser |                          |                          | Eleonore Helena von Portugal | Eleonore Helena von Portugal | Eleonore Helena von Portugal | Eleonore Helena von Portugal | Eleonore Helena von Portugal | Eleonore Helena von Portugal |  |  | Christoph I. Markgraf von Baden | Christoph I. Markgraf von Baden | Christoph I. Markgraf von Baden | Christoph I. Markgraf von Baden | Christoph I. Markgraf von Baden | Christoph I. Markgraf von Baden |                               |                               | Ottilie von Katzenelnbogen    | Ottilie von Katzenelnbogen    | Ottilie von Katzenelnbogen | Ottilie von Katzenelnbogen | Ottilie von Katzenelnbogen | Ottilie von Katzenelnbogen |                         |                         | Philipp Kurfürst von der Pfalz | Philipp Kurfürst von der Pfalz | Philipp Kurfürst von der Pfalz | Philipp Kurfürst von der Pfalz | Philipp Kurfürst von der Pfalz | Philipp Kurfürst von der Pfalz |                         |                         | Margarete von Bayern    | Margarete von Bayern    | Margarete von Bayern | Margarete von Bayern | Margarete von Bayern | Margarete von Bayern |
|                                         |                                         |                                         |                                         |                                         |                                         |                                      |                                      |                                      |                                      |                                   |                                   |                                   |                                   |                               |                               |                                         |                                         |                                         |                                         |                                         |                                         |                          |                          |                              |                              |                              |                              |                              |                              |  |  |                                 |                                 |                                 |                                 |                                 |                                 |                               |                               |                               |                               |                            |                            |                            |                            |                         |                         |                                |                                |                                |                                |                                |                                |                         |                         |                         |                         |                      |                      |                      |                      |
|                                         |                                         |                                         |                                         | Albrecht der Weise Herzog von Bayern    | Albrecht der Weise Herzog von Bayern    | Albrecht der Weise Herzog von Bayern | Albrecht der Weise Herzog von Bayern | Albrecht der Weise Herzog von Bayern | Albrecht der Weise Herzog von Bayern |                                   |                                   |                                   |                                   |                               |                               |                                         |                                         |                                         |                                         | Kunigunde von Österreich                | Kunigunde von Österreich                | Kunigunde von Österreich | Kunigunde von Österreich | Kunigunde von Österreich     | Kunigunde von Österreich     |                              |                              |                              |                              |  |  |                                 |                                 |                                 |                                 | Philipp I. Markgraf von Baden   | Philipp I. Markgraf von Baden   | Philipp I. Markgraf von Baden | Philipp I. Markgraf von Baden | Philipp I. Markgraf von Baden | Philipp I. Markgraf von Baden |                            |                            |                            |                            |                         |                         |                                |                                |                                |                                | Elisabeth von der Pfalz        | Elisabeth von der Pfalz        | Elisabeth von der Pfalz | Elisabeth von der Pfalz | Elisabeth von der Pfalz | Elisabeth von der Pfalz |                      |                      |                      |                      |
|                                         |                                         |                                         |                                         | Albrecht der Weise Herzog von Bayern    | Albrecht der Weise Herzog von Bayern    | Albrecht der Weise Herzog von Bayern | Albrecht der Weise Herzog von Bayern | Albrecht der Weise Herzog von Bayern | Albrecht der Weise Herzog von Bayern |                                   |                                   |                                   |                                   |                               |                               |                                         |                                         |                                         |                                         | Kunigunde von Österreich                | Kunigunde von Österreich                | Kunigunde von Österreich | Kunigunde von Österreich | Kunigunde von Österreich     | Kunigunde von Österreich     |                              |                              |                              |                              |  |  |                                 |                                 |                                 |                                 | Philipp I. Markgraf von Baden   | Philipp I. Markgraf von Baden   | Philipp I. Markgraf von Baden | Philipp I. Markgraf von Baden | Philipp I. Markgraf von Baden | Philipp I. Markgraf von Baden |                            |                            |                            |                            |                         |                         |                                |                                |                                |                                | Elisabeth von der Pfalz        | Elisabeth von der Pfalz        | Elisabeth von der Pfalz | Elisabeth von der Pfalz | Elisabeth von der Pfalz | Elisabeth von der Pfalz |                      |                      |                      |                      |
|                                         |                                         |                                         |                                         |                                         |                                         |                                      |                                      |                                      |                                      |                                   |                                   |                                   |                                   |                               |                               |                                         |                                         |                                         |                                         |                                         |                                         |                          |                          |                              |                              |                              |                              |                              |                              |  |  |                                 |                                 |                                 |                                 |                                 |                                 |                               |                               |                               |                               |                            |                            |                            |                            |                         |                         |                                |                                |                                |                                |                                |                                |                         |                         |                         |                         |                      |                      |                      |                      |
|                                         |                                         |                                         |                                         |                                         |                                         |                                      |                                      |                                      |                                      |                                   |                                   | Wilhelm IV. Herzog von Bayern     | Wilhelm IV. Herzog von Bayern     | Wilhelm IV. Herzog von Bayern | Wilhelm IV. Herzog von Bayern | Wilhelm IV. Herzog von Bayern           | Wilhelm IV. Herzog von Bayern           |                                         |                                         |                                         |                                         |                          |                          |                              |                              |                              |                              |                              |                              |  |  |                                 |                                 |                                 |                                 |                                 |                                 |                               |                               |                               |                               |                            |                            | Maria Jakobäa von Baden    | Maria Jakobäa von Baden    | Maria Jakobäa von Baden | Maria Jakobäa von Baden | Maria Jakobäa von Baden        | Maria Jakobäa von Baden        |                                |                                |                                |                                |                         |                         |                         |                         |                      |                      |                      |                      |
|                                         |                                         |                                         |                                         |                                         |                                         |                                      |                                      |                                      |                                      |                                   |                                   | Wilhelm IV. Herzog von Bayern     | Wilhelm IV. Herzog von Bayern     | Wilhelm IV. Herzog von Bayern | Wilhelm IV. Herzog von Bayern | Wilhelm IV. Herzog von Bayern           | Wilhelm IV. Herzog von Bayern           |                                         |                                         |                                         |                                         |                          |                          |                              |                              |                              |                              |                              |                              |  |  |                                 |                                 |                                 |                                 |                                 |                                 |                               |                               |                               |                               |                            |                            | Maria Jakobäa von Baden    | Maria Jakobäa von Baden    | Maria Jakobäa von Baden | Maria Jakobäa von Baden | Maria Jakobäa von Baden        | Maria Jakobäa von Baden        |                                |                                |                                |                                |                         |                         |                         |                         |                      |                      |                      |                      |
|                                         |                                         |                                         |                                         |                                         |                                         |                                      |                                      |                                      |                                      |                                   |                                   |                                   |                                   |                               |                               |                                         |                                         |                                         |                                         |                                         |                                         |                          |                          |                              |                              |                              |                              |                              |                              |  |  |                                 |                                 |                                 |                                 |                                 |                                 |                               |                               |                               |                               |                            |                            |                            |                            |                         |                         |                                |                                |                                |                                |                                |                                |                         |                         |                         |                         |                      |                      |                      |                      |
|                                         |                                         |                                         |                                         |                                         |                                         |                                      |                                      |                                      |                                      |                                   |                                   |                                   |                                   |                               |                               |                                         |                                         |                                         |                                         |                                         |                                         |                          |                          |                              |                              |                              |                              | Albrecht V.                  |                              |  |  |                                 |                                 |                                 |                                 |                                 |                                 |                               |                               |                               |                               |                            |                            |                            |                            |                         |                         |                                |                                |                                |                                |                                |                                |                         |                         |                         |                         |                      |                      |                      |                      |